# Jace Norman
Jace Lee Norman (Corrales, Novi Meksiko, 21. ožujka 2000.) američki je glumac. Glumio je u seriji Henry Danger i postao poznat po ulozi Henryja Harta.

## Životopis
Norman je rođen u Corralesu u Novom Meksiku. Preselio se u južnu Kaliforniju kada je imao 8 godina. Tijekom srednje škole maltretirali su ga zbog disleksije. Ima starijeg brata Xandera i stariju sestru Glory.

## Karijera
Norman je svoju glumačku karijeru započeo 2012. godine nastupom u Disneyjevoj televizijskoj seriji Jessie. Od 2014. do 2020. igrao je glavnu ulogu u Nickelodeonovom sitcomu Henry Danger. Norman je glumio u originalnim filmovima Nickelodeon, Splitting Adam (2015.) i Rufus (2016.); Rufus 2, emitiran na Nickelodeonu u siječnju 2017., dok je Norman reprizirao glavnu ulogu. U kazališnom je filmu debitirao kao glavna glasovna uloga u animiranom filmu Spark, objavljenom u travnju 2017. Godine 2019. glumio je u originalnom filmu Nickelodeon, Bixler High Private Eye, igrajući glavnu ulogu Xandera DeWitta. U 2017., 2018., 2019. i 2020. Norman je osvojio nagradu Nickelodeon Kids 'Choice za omiljenu mušku TV osobu. Osvojio je petu nagradu Kids' Choice u nizu za istu kategoriju na dodjeli nagrada za djecu 2021. godine.

## Filmografija

### Televizijske serije
- "Danger Force" kao Henry Hart (2020.)
- "Games Shakers" kao Henry Hart / Kid Danger (2018. – 2019.)
- "Henry Danger" kao Henry Hart / Kid Danger (2013. – 2020.)
- "The Thundermans" kao Flunky (2013.)
- "Deadtime Stories" kao Student (2013.)
- "Jessie" kao Finch (2012.)

### Filmske uloge
- "Bixler High Private Eye" kao Xander DeWitt (2019.)
- "Blurt!" kao Jeremy Martin (2018.)
- "Rufus 2" kao Rufus (2017.)
- "Rufus" kao Rufus (2016.)
- "Splitting Adam" kao Adam Baker (2015.)

### Reality show
- "The Substitute" kao Jace Norman (2019.)
- "Nickelodeon's Sizzling Summer Camp" kao Cooper (2017.)
- "Nickelodeon's Not So Valentine's Special" kao Gilbert Palmero / Detective McTavish (2017.)
- "Nickelodeon's Ho Ho Holiday Special" kao Dilbert Palmero (2015.)
- "Webheads" kao Jace Norman (2015.)
- "The Dumb Show" kao Jace (2013.)

### Sinkronizacija
- "The Adventures of Kid Danger" kao Henry Hart / Kid Danger (2018.)
- "The Loud House" kao Steak Stankco (2017.)
- "Spark" kao Spark (2017.)